# دویپا
دویپا (سانسکریت:द्वीप) اصطلاحی در کیهان‌شناسی هندو است. به عقیدهٔ پوراناها، هر کدام از هفت جزیره یا اقلیم روی زمین، یک دویپا است که به‌وسیلهٔ اقیانوس احاطه شده است. این اصطلاح برای اشاره به هفت منطقهٔ کیهان نیز به کار می‌رود.